# Église Saint-François-Xavier de Dublin
Pour les articles homonymes, voir Église Saint-François-Xavier.
L’église Saint-François-Xavier est un édifice religieux catholique sis à la Gardiner street, au centre de la ville de Dublin (Irlande). Construite de 1829 à 1832 elle appartient aux jésuites qui en assurent encore aujourd'hui (2017) les services pastoraux.

## Histoire
Le père Peter Kenney (1779-1841) est considéré comme le restaurateur de la Compagnie de Jésus en Irlande, au début du XIXe siècle. Ordonné prêtre en 1808 à Palerme (Sicile) il revient en Irlande en 1811. En mai 1814, trois mois avant la restauration universelle de la Compagnie de Jésus (août 1814) il ouvre des classes dans un manoir se trouvant à quelque 20 kilomètres de Dublin : ce sera le collège de 'Clongowes Wood'. Mais, dans le Royaume-Uni (dont fait partie l’Irlande), l’enseignement est toujours officiellement interdit aux religieux catholiques. Six jésuites se trouvent en Irlande en 1814 et dirigent une discrète chapelle catholique à Dublin.
Tout change avec le ‘Catholic Emancipation Act’ de 1829, obtenu grâce à l’agitation politique de l’avocat et député irlandais Daniel O’Connell demandant l’égalité des droits et tolérance religieuse pour les catholiques d’Irlande et du Royaume-Uni. L’Église catholique commence alors à se réorganiser. 
Dès le 2 juillet 1829 la première pierre d’une nouvelle église est posée à 'Gardiner Street' (Dublin).  Dessinée par le père Bartholomew Esmonde et l’architecte Joseph B. Keane l’église est de facture néo-classique. Ouverte au culte le 2 juillet 1832, elle est considérée comme « l’église de Dublin la plus élégante de cette époque ». L’édifice est connu pour ses œuvres d’art, maître-autel sculpté et tableaux, d’origine italienne et de période victorienne. « L’architecture générale de l’église Saint-François-Xavier reflète l’expérience acquise par le père Esmonde, durant son séjour en Italie».
Au fronton de l’église peut se lire le texte latin : "DEO UNI ET TRINO SUB INVOC S FRANCISCI XAVERII", c’est-à-dire : « à Dieu un et trois, sous l'invocation de saint François Xavier».

## Anecdotes
- En 1889 les funérailles du poète jésuite anglais Gerard Manley Hopkins (décédé à Dublin) furent célébrées dans cette église.
- L’église est mentionnée dans la nouvelle de James Joyce intitulée : De par la grâce dans le recueil Les Gens de Dublin.
- En 1991 certaines scènes du film Les Commitments sont tournées dans l’église. L’orgue en particulier y a une place[4].